# Pilgrimskapellet, Järfälla
Pilgrimskapellet är en kyrkobyggnad på Görvälns griftegård i Järfälla kommun, Stockholms län, som tillhör Järfälla församling i Stockholms stift. Pilgrimskapellet och Görvälns griftegård är båda ritade av landskapsarkitekten Per Friberg (1920-2014) och är hela Järfällas begravningsplats.
Området där Görvälns griftegård ligger var tidigare åkermark och ett skogbeklätt bergsparti. Gravplatserna finns såväl i de öppna markerna som i skogsmark. Griftegården innehåller bland annat en 300 meter lång vattenväg med 11 vattenfall, som går ner till den stora spegeldammen.

## Kyrkobyggnaden
Kapellet invigdes 1977 av biskop Ingmar Ström och är en lokal för begravningsceremonier utan  religiösa symboler. Pilgrimskapellet är, som ovan nämnts, uppfört efter ritningar av arkitekt Per Friberg, som också ritade griftegården, som tillkom 1973.
Under år 2010 byggdes kapellet ut med ett rum för minnesstunder in under ett av de utskjutande taken, likt en inglasad veranda. Mot fältet i väster har det nya rummet fått en glasvägg, men rummet har behållit den gamla ytterväggen. Rummet kan ha en sittning för upp till 45 personer. Kapellet och griftegården är sedan 1996 skyddat enligt 4 kapitlet i kulturminneslagen.